# Endre Sándor
Endre Sándor (Kiskunfélegyháza, 1959. december 27. –) magyar könyvtáros, politikus, országgyűlési képviselő.

## Életpályája

### Iskolái
Alsó- és középfokú tanulmányait Kiskunfélegyházán végezte el. 1983-ban végzett a Bajai Tanítóképző Főiskola hallgatójaként. 1987-ben elvégezte az Eötvös Loránd Tudományegyetem Bölcsészettudomáyi Karát.

### Pályafutása
A kiskunfélegyházi Petőfi Sándor Városi Könyvtárban, majd a Honvédség kiskunfélegyházi könyvtárában dolgozott; később a Platán Utcai Általános Iskola tanára volt.

### Politikai pályafutása
A Fidesz tagja. 1990–1998 között önkormányzati képviselő volt. 1994-től a Bács-Kiskun Megyei Közgyűlés tagja. 1994-ben országgyűlési képviselőjelölt volt. 1994–1998 között frakcióvezető volt. 1998–1999 között az Oktatási és tudományos bizottság alelnöke volt. 1998–2002 között a közgyűlés alelnöke volt. 1998–2002 között a Megyei Önkormányzatok Országos Szövetségének elnöke volt. 1998–2006 között országgyűlési képviselő (Kiskunfélegyháza) volt. 1999–2002 között az Európai integrációs albizottság, a Vidékfejlesztési, területrendezési és infrastruktúra albizottság, valamint A Területfejlesztési bizottság hatáskörébe tartozó törvények végrehajtását, társadalmi és gazdasági hatását figyelemmel kísérő albizottság (Ellenőrző albizottság) tagja volt. 1999–2006 között a Területfejlesztési bizottság tagja volt. 1999-től az Országos Szakképzési Tanács tagja. 2002–2006 között Az EU intézményeihez való csatlakozással foglalkozó albizottság tagja volt. 2006-ban képviselőjelölt volt. 2006-tól kiskunfélegyházi önkormányzati képviselő.

## Családja
Szülei: Endre Sándor és Németh Erzsébet. 1982-ben házasságot kötött Dora Évával. Két fia született: János (1984) és Bálint (1990).